# Veneta (editora)
Veneta é uma editora brasileira com sede em São Paulo. Publica quadrinhos e  livros sobre cultura pop e contracultura. Entre os autores publicados por ela estão Osamu Tesuka, Robert Crumb, Alan Moore, Milo Manara, Marcello Quintanilha, Marcelo D'Salete, Juscelino Neco e a beatnik Diane di Prima. Seus primeiros lançamentos aconteceram em dezembro de 2012 e foram A Arte de Voar (dos espanhóis Antonio Altarriba e Kim), A Voz do Fogo (de Alan Moore) e O Livro dos Santos (de Rogério de Campos, que também é diretor da editora)  .Apesar do pouco tempo de existência, a Veneta recebeu diversos prêmios, entre eles um troféu HQ Mix de melhor editora brasileira de quadrinhos de 2014 .
A Veneta também publica a coleção Baderna, de livros a respeito de ativismo e contracultura. Entre os autores da coleção estão Hakim Bey, Fúlvio Abramo, Matteo Guarnaccia e Raoul Vaneigem. 